# 维滕贝根
维滕贝根（德語：Wittenbergen）是德国石勒苏益格-荷尔斯泰因州的一个市镇。总面积4.59平方公里，总人口174人，其中男性92人，女性82人（2011年12月31日），人口密度38人/平方公里。